# Salto con gli sci al VI Festival olimpico invernale della gioventù europea
Le gare di salto con gli sci al VI Festival olimpico invernale della gioventù europea si sono svolte dal 25 al 31 gennaio 2003 a Bled, in Slovenia.
Sono state disputate una gara maschile, una gara femminile e una gare mista, per un totale di 3 gare.

## Podi

### Ragazzi
| Evento | Oro        | Argento       | Bronzo       |
| NH K90 | Jon Aaraas | Zvonko Kordac | Rok Benkovic |

### Ragazze
| Evento | Oro          | Argento          | Bronzo          |
| NH K90 | Anette Sagen | Ulrike Graessler | Katrin Stefsner |

### Gare miste
| Evento         | Oro      | Argento  | Bronzo  |
| Gara a squadre | Slovenia | Norvegia | Austria |